# Unteregg
Unteregg település Németországban, azon belül Bajorországban. Lakosainak száma 1412 fő (2023. december 31.).

## Népesség
A település népessége az elmúlt években az alábbi módon változott:
| Lakosok száma | 292  | 485  | 1193 | 1368 | 1365 | 1349 | 1343 | 1394 | 1403 | 1412 |
|               | 1875 | 1950 | 1970 | 2011 | 2013 | 2014 | 2016 | 2019 | 2021 | 2023 |